# سفارة دولة فلسطين لدى المجر
سفارة دولة فلسطين لدى المجر هي الممثلية الدبلوماسية العُليا لدولة فلسطين لدى المجر. تقع السفارة في بودابست.

## السفراء
- فادي فيصل حمدي الحسيني (قائم بالأعمال منذ 2020 وحتى 15 أغسطس 2024)
- فادي فيصل حمدي الحسيني (منذ 15 أغسطس 2024).[2]